# Association sportive de parachutisme universitaire
 (septembre 2014).
Si vous disposez d'ouvrages ou d'articles de référence ou si vous connaissez des sites web de qualité traitant du thème abordé ici, merci de compléter l'article en donnant les références utiles à sa vérifiabilité et en les liant à la section « Notes et références ».
L'Association sportive de parachutisme universitaire (ASPU) est une association loi de 1901 affiliée à la Fédération française de parachutisme et agréée Jeunesse et Sports) ouverte à tous les étudiants appartenant à une université ou à une grande école de la région parisienne qui veulent découvrir le parachutisme.

## Histoire de l'ASPU
Le 5 juin 1999 a été constitué en une association loi de 1901, l'Association Sportive de Parachutisme Universitaire (ASPU). L'ASPU est associée à une structure de prestige, l'Association Sportive de la Cité internationale universitaire de Paris (A.S. de la CIUP), dans le XIVe arrondissement de Paris, boulevard Jourdan. 
L'ASPU a été créée par les membres de la section de parachutisme de l'association sportive de l'Université Paris IV. Cette dernière, ne souhaitant plus gérer de section inter-universitaire, a cédé l'activité parachutisme de manière à maintenir l'accès à ce sport auprès des étudiants de la région parisienne.
La section inter-universitaire de parachutisme de l'A.S. de Paris IV-Sorbonne a été créée en 1975 par Jean-Louis Bambuck, qui l'a dirigée jusqu'en 1981. Ahmed Mansouri, à l'époque étudiant membre du club, et élève moniteur, a alors repris la section. 
La section, rattachée statutairement à l'A.S. de Paris IV, était en fait ouverte aux étudiants de toutes les universités parisiennes et connue sous le nom de Para-Sorbonne. Depuis ses débuts, le club Para-Sorbonne a exercé son activité sur les centres de La Ferté Gaucher et de Maubeuge. Para-Sorbonne fait référence dans le milieu parachutisme comme vecteur de promotion de ce sport auprès des étudiants, en ayant permis à plusieurs milliers d'étudiants de découvrir le plaisir de la chute libre. La section s'est rapidement développée : le nombre d'inscrits est en progression constante, mais aussi le nombre de sauts effectués par le club, qui est passé d'un chiffre entre 400 et 600 sauts par an, à plus de 5 000.

## Athlètes de haut niveau
- Alexandre Parès[1] (promo 2018)

Collectifs nationaux de vol relatif (2022)
- Mamadou Sarr[3]

Collectif France espoir de freefly (2022)
- Joël Teixeira[5] (promo 2015)

Collectif France espoir de voile contact (2022)
- Laura Duveau[6] (promo 2015)

Collectif France espoir de vol relatif (2018-2021)
- Loïc Vieira[8] (promo 2013)

Collectif France espoir de vol relatif (2019)
- Elise Poindron[10] (promo 2013)

Equipe de France France féminine de vol relatif (2019)
- Quentin Beun[12] (promo 2013)

Collectif France espoir de vol relatif (2016)[réf. nécessaire]
- Nicolas Bardin[13] (promo 2012)

Collectif Relève de voile contact (2019),
- Noémie Lago[16] (promo 2012)

Collectif Relève de voile contact (2019),
- Loic Campy[18] (promo 2009)

Équipe de France de VR4 - Videoman (2015)
- Pierre-Emmanuel Balageas[20] (promo 2008)

Équipe de France de VR4 (2013-2014),
- Nicolas David[23] (promo 2007)

Équipe de France de VR8 (2013-2014)
Médaillé de bronze championnat du monde VR8 (2014)
- Laurence Hervé (promo 2007)

Équipe de France Féminine de VR4 (2013-2014)
Championne du monde de VR4 (2014)
Équipe de France de VR4 Open (2014-2015)
- Sophia Pécout (promo 2007)

Équipe de France Féminine de VR4 (2013-2015)
Championne du monde de VR4 (2014)
- Anne Laure Chrétien (promo 2006)

Collectif France espoir de vol relatif (2011-2012)
- Antoine Leleu (promo 2006)

Collectif France espoir de vol relatif (2010-2012)
Équipe de France de VR8 (2013-2014)
Médaillé de bronze championnat du monde VR8 (2014)
- Mathieu Cannesson (promo 2005)

Collectif France espoir de vol relatif - Videoman (2011-2012)
Équipe de France de VR8 (2013-2014)
Médaillé de bronze championnat du monde VR8 (2014)
- Julien Achard (promo 2002)

Collectif France espoir de vol relatif - Videoman (2010-2012)
- Christophe Chekroun (promo 2002)

Vidéoman de l'équipe de France Féminine de VR5 - Videoman (2007 - 2010)
- Frédéric Smadja (promo 2002)

Collectif France espoir de vol relatif (2005)
- Cédric Hourde (promo 2001)

Vidéoman de l'équipe de France Féminine de VR5 (2005-2006)
Vidéoman de l'équipe de France Féminine de Skysurf (2007)
- Thomas Malahel (promo 2001)

Équipe de France espoir freestyle (2004-2006)
- Thomas Perrin (promo 2001)

Collectif France espoir de vol relatif (2005-2007)
Équipe de France de VR8 (2008-2012)
Champion du monde de VR8 (2010)
Vice champion du monde de VR8 (2012)
Équipe de France de VR8 (2013-2015)
Médaillé de bronze championnat du monde VR8 (2014)
- Florian Thibault (promo 2001)

Collectif France espoir de vol relatif (2005-2007)
- Amélie Tirman (promo 2000)

Collectif France espoir de vol relatif (2006)
Équipe de France Féminine de VR4 (2007-2012)
Double championne du monde de VR4 (2010, 2012)
- Valerie Duchatelle (promo 1999)

Équipe de France espoir freestyle (2004-2006)
- Sandy Labattu (promo 1999)

Équipe de France féminine de VR4 (2004-2006)
- Clément Martin Saint Léon (promo 1996)

Équipe de France de VR8 (2004-2012)
Triple champion du monde (2006, 2008, 2010)
Vice champion du monde de VR8 (2012)
Équipe de France de VR8 (2014-2015)